# كاسيو جابوس منديز
كاسيو جابوس منديز (بالبرتغالية: Cássio Gabus Mendes‏) هو ممثل برازيلي، ولد في 29 أغسطس 1961 بساو باولو في البرازيل.

## وصلات خارجية
- كاسيو جابوس منديز على موقع IMDb (الإنجليزية)
- كاسيو جابوس منديز على موقع ألو سيني (الفرنسية)
- كاسيو جابوس منديز على موقع قاعدة بيانات الفيلم (الإنجليزية)
- كاسيو جابوس منديز على موقع كينوبويسك (الروسية)